# Vincenzo Jerace

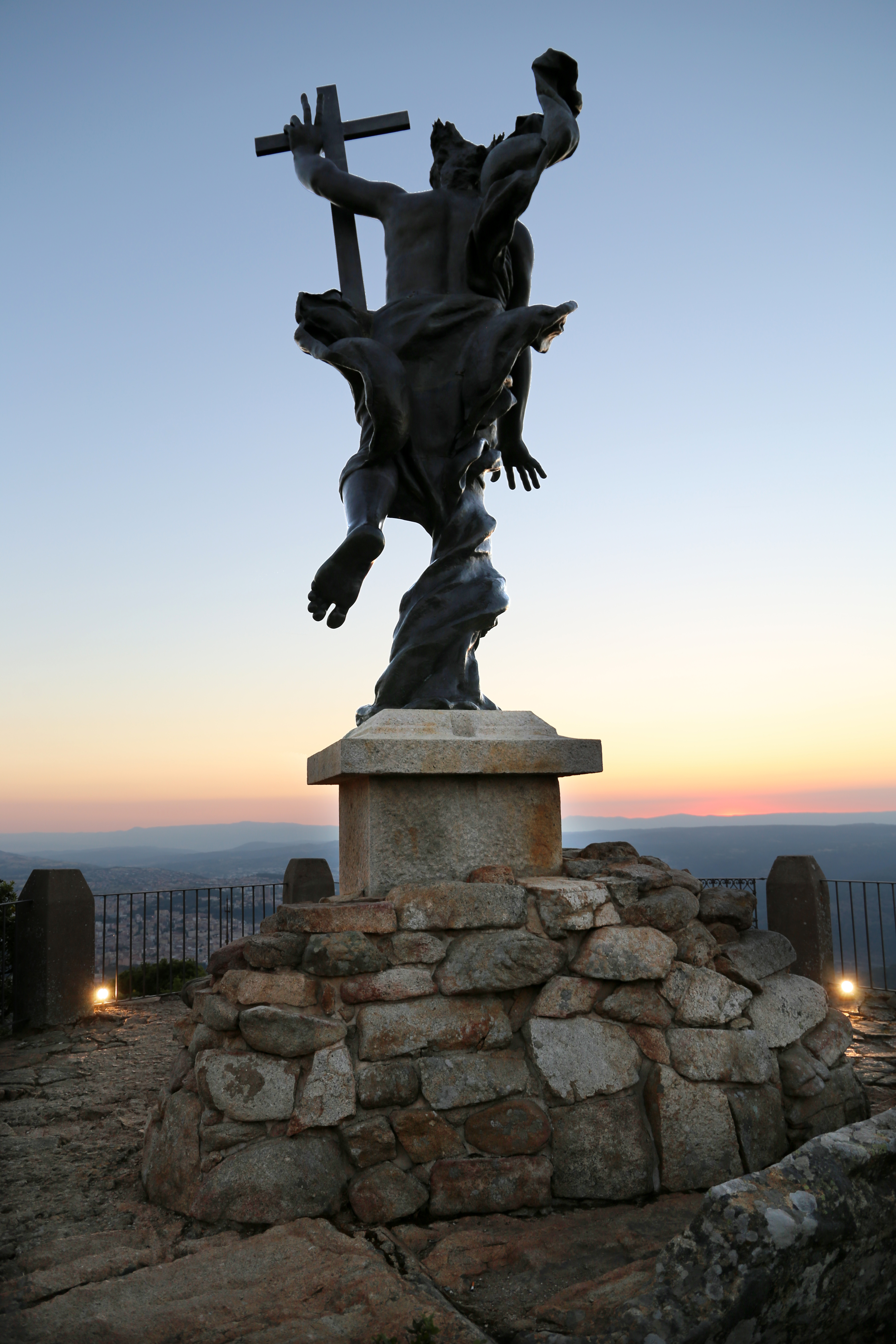
La Statua del Redentore a Nuoro

Vincenzo Jerace (Polistena, 5 aprile 1862 – Roma, 22 maggio 1947) è stato uno scultore e decoratore italiano.

## Biografia
Artista poliedrico affascinato dalle scienze naturali, si formò a Napoli dove fu accolto dal fratello maggiore Francesco, già affermatosi come scultore, e dove frequentò l'Istituto di belle arti. Le sue prime opere plastiche avevano per soggetto animali, tema al quale rimase sempre legato e che gli valse numerosi riconoscimenti sia a livello di critica che di premi. Presso l'acquario di Napoli ebbe modo di studiare i radiolari da cui prese ispirazione per alcuni lavori in stile liberty in marmo, in metallo o in ceramica. Anche nella realizzazione di decorazioni e di elementi architettonici fu fautore del liberty e curò, fin dalla progettazione, villa Pierce a Napoli, villa Imparato a Castellammare di Stabia e, a Londra, lo studio del pittore preraffaellita sir Frederic Leighton.
Fu molto attivo anche nella statuaria monumentale. Si ricordano, in particolare, un imponente Leone d'Aspromonte, modello in gesso per un mai realizzato monumento a Garibaldi, che dopo essere stato esposto a Roma andò perduto; il Redentore, in bronzo, commissionatogli dai nuoresi in occasione dell'anno giubilare del 1900 ed inaugurato il 29 agosto 1901 sul monte Ortobene; il gruppo marmoreo Sinite parvulos che si trova nel Forest Lawn memorial park di Cypress nel circondario di Los Angeles e diversi monumenti ai caduti realizzati dopo la I guerra mondiale in vari paesi calabri.
Un'altra sua specialità furono i lavori a sanguigna, tra i quali alcuni ritratti e studi preparatori di lavori più impegnativi come una pittura a fresco andata perduta, tratta dal poema Amori degli Angioli di Thomas Moore, di cui i bozzetti restano a testimonianza.
Viaggiò in Italia e in Europa, partecipando alla Triennale a Roma e alla Biennale di Venezia e di Milano ed esponendo le sue opere ad Anversa nel 1894, a Barcellona nel 1896, a Londra nel 1888 e nel 1910 a Parigi ed a Dresda.
Fu sposato due volte. La prima moglie, Luisa Pompeati, conosciuta a Trento nel 1890, morì circa dieci anni dopo le nozze, mentre l'artista lavorava alla statua del Redentore ed egli ne venerò il ricordo per tutta la vita. Si risposò tuttavia nel 1917 con la veneta Pia Pischiutta..

### Pubblicazioni
- La donna nelle opere di Michelangelo, Napoli, Giannini editore, 1892, SBN CUB0351348.